# Ludens
Ludens è un singolo del gruppo musicale britannico Bring Me the Horizon, pubblicato il 6 novembre 2019.

## Video musicale
Il video musicale, scritto e diretto da Oliver Sykes e ispirato al videogioco del 2019 Death Stranding per la cui colonna sonora il brano è stato scritto, è stato pubblicato l'11 novembre 2019.

## Tracce
Testi e musiche di Oliver Sykes e Jordan Fish.
1. Ludens – 4:40

## Formazione
Gruppo
- Oliver Sykes – voce
- Jordan Fish – programmazione
- Lee Malia – chitarra
- Matt Kean – basso
- Matthew Nicholls – batteria

Produzione
- Jordan Fish – produzione, ingegneria parti vocali
- Oliver Sykes – produzione
- Dan Lancaster – ingegneria della batteria
- Phil Gornell – assistenza all'ingegneria del suono
- Claudio Adamo – assistenza all'ingegneria del suono
- Zakk Cervini – missaggio
- Chris Athens – mastering

## Classifiche
| Classifica (2019-20)             | Posizione massima |
| -------------------------------- | ----------------- |
| Regno Unito                      | 75                |
| Regno Unito (rock & metal)       | 2                 |
| Stati Uniti (hard rock)          | 8                 |
| Stati Uniti (mainstream rock)    | 22                |
| Stati Uniti (rock & alternative) | 13                |